# 22562 Вейдж
22562 Вейдж (22562 Wage) — астероїд головного поясу, відкритий 18 квітня 1998 року.
Тіссеранів параметр щодо Юпітера — 3,330.